# Саво, Закария
Закария Сарджо Саво (швед. Zakaria Sarjo Sawo; род. 11 января 2000, Окси) — шведский футболист, нападающий лимасольского «Ариса».

## Карьера

### Начало карьеры
Футбольную карьеру начинал в академии шведского клуба «Окси», позже продолжив заниматься футболом в структурах «Мальмё» и «Олимпика». В 2017 году в составе клуба «Ландскруна» выступал в команде в возрастной категории до 19 лет. На высшем уровне в футбол футболист начал выступать в начале 2018 года, вернувшись в «Олимпик», вместе с которым выступал во Втором дивизионе. В августе 2018 года футболист перешёл в «Русенгорд», в котором провёл полтора сезона.

### «Оскарсхамн»
В январе 2021 года футболист перешёл в шведский клуб «Оскарсхамн». Дебютировал за клуб 20 февраля 2021 года в матче Кубка Швеции против клуба АИК, выйдя на замену на 58 минуте. Первый матч в чемпионате сыграл 3 апреля 2021 года в матче против клуба «Утсиктен», выйдя на поле в стартовом составе. Дебютный гол за клуб забил 15 мая 2021 года в матче против клуба «Ёстерлен». Футболист на протяжении всего сезона был одним из основных игроков клуба, отличившись 6 забитыми голами, став бронзовым призёром Первого дивизиона.
Новый сезон за клуб футболист начал 2 апреля 2022 года с матча против клуба «Венерсборг», выйдя в стартовом составе и отличившись первым своим забитым голом. В своём следующем матче 9 апреля 2022 года против клуба «Линдоме» отличился забитым дублем. На протяжении всего сезона футболист продолжал выступать в роли ключевого нападающего в клубе. Очередным дублем за клуб отличился 23 июня 2022 года в матче против клуба «Отвидаберг». За первую половину сезона футболист отличился 7 забитыми голами и результативной передачей.

### «Старт» Кристиансанн
В июле 2022 года футболист перешёл в норвежский клуб «Старт». Дебютировал за клуб 4 августа 2022 года в матче против клуба «Бранн», выйдя на поле в стартовом составе. В следующем матче 8 августа 2022 года против клуба «Брюне» отличился дебютным забитым голом. Футболист быстро закрепился в основной команде клуба, став одним из основных игроков, вместе с которым стал бронзовым призёром чемпионата, отправившись в стыковые матчи на повышение в классе. По итогу стыкового матча, который прошёл 13 ноября 2022 года против клуба «Конгсвингер», проиграл с минимальным счётом и остался в Первом дивизионе.
Новый сезон за клуб футболист начал с матча 3 мая 2023 года против клуба КФУМ, выйдя на замену на 71 минуте. Свой первый гол в сезон футболист забил в следующем матче 7 мая 2023 года против клуба «Хёдд», также отличившись результативной передачей. На протяжении первой половины сезона футболист часто пропускал матчи основной команды, однако успел отличиться 5 забитыми голами в 8 сыгранных матчах.

### «Арис» Лимасол
В конце августа 2023 года футболист перешёл в кипрский «Арис», заключив четырёхлетний контракт. Дебютировал за клуб футболист 30 сентября 2023 года в матче против лимасольского «Аполлона», выйдя на замену на 71 минуте и затем получив прямое удаление с поля. Дебютный гол за клуб футболист забил 22 января 2024 года в матче против клуба «Анортосис». В матче 31 января 2024 года против клуба «Отеллос» футболист отличился забитым хет-триком.